# Gerolstein
Gerolstein là một đô thị và khu vực nghỉ dưỡng ở phía tây nước Đức. Đô thị này thuộc huyện Vulkaneifel (tên cũ là huyện Daun), bang Rheinland-Pfalz. Gerolstein là thủ phủ của Verbandsgemeinde ("cộng đồng đô thị") Gerolstein.
Đô thị này nằm bên sông Kyll, trong dãy núi Eifel, ở độ cao 350 mét trên mực nước biển. Gerolstein được kết nối bằng đường ray với Köln và Trier. Lâu đài Gerolstein, tên tiếng Đức là Burg Gerhardstein, được xây năm 1115 và hiện là một phế tích.